# حوسبة طبيعية
الحوسبة الطبيعيَّة (بالإنجليزية: natural computation)‏ هي أحد الحقول الحديثة التي تعمل على إيجاد طرق تحسيب مستلهمة من أجزاء عمليات موجودة في الطبيعة والنظام الطبيعي. يمكن لهذه الطرق ان تساعد على حل المشاكل الصعبة التحسيب بطرق التحسيب التقليدية.
في التحسيب الطبيعي عدة أنماط وفروع :
- حوسبة مستلهمة طبيعيا (بالإنجليزية: biologically inspired computing)‏
- محاكاة الطبيعة وعملياتها عن طريق الحوسبة.
- الحوسبة باستخدام وسائل بيولوجية.

## التقنيات
- Computing inspired by nature
- تحسيب تطوري (بالإنجليزية: Evolutionary computation)‏
- شبكات عصبونية (بالإنجليزية: Neural networks)‏
- نظام مناعي اصطناعي (بالإنجليزية: Artificial immune systems)‏
- ذكاء الدودة (بالإنجليزية: Swarm intelligence)‏
- Simulation and emulation of nature by means of computing
- هندسة كسرانية (بالإنجليزية: Fractal geometry)‏
- حياة اصطناعية (بالإنجليزية: Artificial life)‏
- Computing with natural materials
- حوسبة الدنا (بالإنجليزية: DNA computing)‏
- حوسبة كمومية (بالإنجليزية: Quantum computing)‏

## انظُر أيضًا
- معلوماتية كيميائية
- معلوماتية حيوية
- حوسبة سطوحية